# Pinega (Archangelsk)
Pinega (russisch Пинега) ist eine Siedlung in Nordwestrussland. Der Ort gehört zur Oblast Archangelsk und hat 3225 Einwohner (Stand 14. Oktober 2010). Er befindet sich im gleichnamigen Rajon Pinega.

## Geographie
Pinega befindet sich etwa 140 km östlich der Oblasthauptstadt Archangelsk und 92 km nordwestlich des administrativen Rajonzentrums Karpogory. Die Siedlung liegt rechtsseitig des namensgebenden Flusses Pinega, rund 110 km oberhalb deren Mündung in den Unterlauf der Nördlichen Dwina. Nördlich der Siedlung verbindet der sechs Kilometer lange Kuloikanal die Pinega mit dem nördlich verlaufenden Fluss Kuloi, der bis zu dieser Stelle Sotka genannt wird.
Pinega ist Verwaltungszentrum der selskoje posselenije Pineschskoje (сельское поселение Пинежское). Die 4643 Einwohner (Stand 2010) zählende Gemeinde umfasst neben Pinega die Siedlungen Golubino, Krasnaja Gorka, Krasny Bor, Kriwyje Osera, Taiga und Cholm sowie 24 weitere Dörfer.

## Geschichte
Pinega wurde erstmals 1137 in einem Statut des nowgoroder Fürsten Swjatoslaw Olgowitsch als Pogost Pinega erwähnt. Den Hauptteil der Bevölkerung bildeten ab dem 16. Jahrhundert freie Bauern, sogenannte „schwarzen Bauern“ (Черносошные крестьяне), welche ihre Steuern keinem Leibherrn, sondern direkt an den russischen Staat entrichteten.
Anfang des 17. Jahrhunderts befand sich auf dem Gebiet der heutigen Siedlung der Pogost Pineschski Wolok (Пинежский Волок). Dieser war seit dem Jahr 1616 Teil des Kewrolski ujesd. Mit der Verwaltungsreform durch Katharina der Großen 1780 wurde der Ujesd aufgelöst und das Gebiet wurde Bestandteil der neu gegründeten Statthalterschaft Wologda. An die Stelle des Kewrolski ujesd trat nun der neu gegründete Pineschski ujesd, mit Pinega als Verwaltungszentrum. Im Zuge dieser Verwaltungsreform erhielt der Pogost Pineschski Wolok den Stadtstatus und den heutigen Namen Pinega. 1796 wurde die Stadt Teil des Gouvernements Archangelsk.
Die Bevölkerung Pinegas war im 19. Jahrhundert weiterhin größtenteils in der Landwirtschaft tätig, wobei insbesondere die Viehzucht, der Fischfang sowie die Jagd eine Rolle spielten. Mit dem Bau der ersten Sägewerke im Gouvernement Archangelsk und der wachsenden Nachfrage nach Holz, wurde in der Region die Holzindustrie ansässig. Der Transport des Holzes erfolgte hierbei mit Flößen stromabwärts der Pinega.
Bereits zum Anfang des 18. Jahrhunderts war Pinega ein Exil- und Verbannungsort. So verbrachte Wassili Golizyn, der Geliebte der Zarin Sofia Alexejewna hier seine letzten Lebensjahre. Zum Ende des 19. Jahrhunderts wurden unter anderem der Schriftsteller Alexander Serafimowitsch und zu Anfang des 20. Jahrhunderts Kliment Woroschilow sowie Alexei Rykow wegen ihrer revolutionären Tätigkeiten nach Pinega verbannt.
Während der Zeit des Russischen Bürgerkriegs 1918, wurde Pinega im Rahmen der nordrussischen Intervention durch englische, französische sowie amerikanische Truppen der Polar Bear Expedition für kurze Zeit besetzt.
1925 verlor Pinega das Stadtrecht und trug von nun an den Status eines Selo. Mit der Auflösung des Pineschski ujesd 1927 wurde Pinega zuerst Teil des Archangelski ujesd und 1929, als Zentrum des neu geschaffenen Rajons Pinega, Teil des Nördlichen Krais. 1937 ging der Rajon in den Bestand der neu geschaffenen Oblast Archangelsk ein. In einer weiteren Verwaltungsreform 1959 wurde der Rajon Karpogory dem Rajon Pinega angeschlossen, wobei das Selo Karporogy zum Verwaltungszentrum des Rajons wurde. Von 1960 bis 1993 hatte Pinega den Status einer Siedlung städtischen Typs.
Seit 1997 ist Pinega Zentrum der selskoje posselenije Pineschskoje.

## Bevölkerungsentwicklung
Die folgende Übersicht zeigt die Entwicklung der Einwohnerzahlen von Pinega.
| Jahr | Einwohner |
| ---- | --------- |
| 1900 | 1.015     |
| 1939 | 1.988     |
| 1970 | 3.592     |
| 1979 | 4.262     |
| 1989 | 4.401     |
| 2002 | 3.763     |
| 2010 | 3.225     |

Anmerkung: Volkszählungsdaten

## Sehenswürdigkeiten

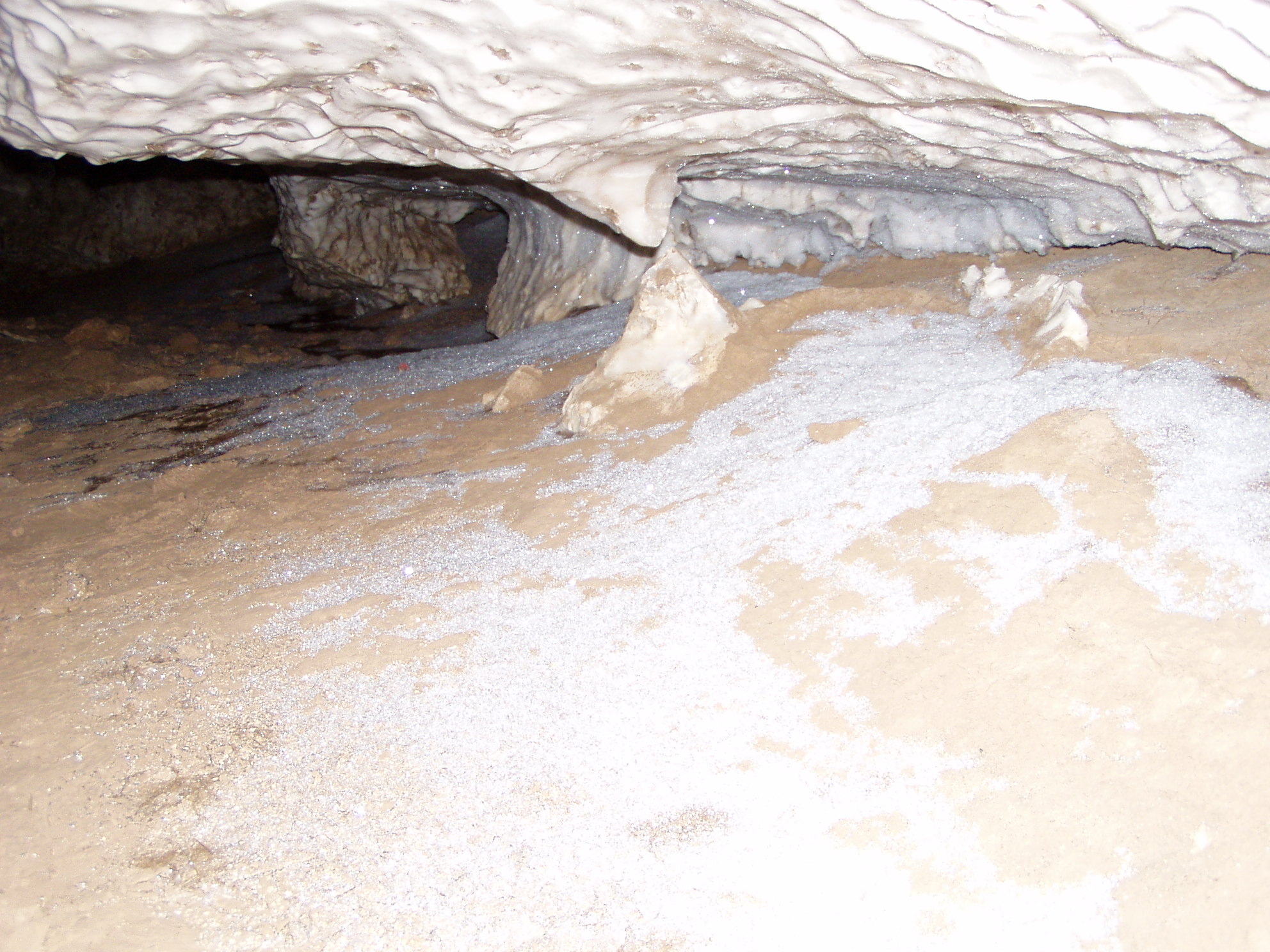
Höhle im Pinega-Naturreservat

In Pinega und seiner Umgebung gibt es zahlreiche Sehenswürdigkeiten. So erstreckt sich rechtsseitig der Pinega das 1974 geschaffene 51.522 Hektar große Pinega-Naturreservat, das vor allem wegen seiner Karstlandschaft und -höhlen bekannt ist. Etwa 15 Kilometer von Pinega entfernt liegt das 1603 gegründete Kloster der Heiligen Jungfrau zu Krasnoborsk, in welchem sich das Grab von Wassili Golizyn befindet. Weiterhin befindet sich im historisch erhaltenen Ortsteil (Wolodinsky Kwartal) der Stadt das Heimatmuseum von Pinega.

## Wirtschaft und Infrastruktur
Die wichtigsten Wirtschaftszweige des Ortes sind die Holzindustrie, die Lebensmittelindustrie sowie der Tourismus.
Pinega besitzt keinen Bahnhof und ist über eine Regionalstraße mit anderen Ortschaften der Oblast verbunden. Der Fluss Pinega ist von Mai bis Oktober schiffbar. Es besteht allerdings kein regelmäßiger Passagierverkehr.

## Söhne und Töchter der Stadt
- Georgi Iwanowitsch Petrow, Ingenieur und Direktor des Institut für Weltraumforschung der Akademie der Wissenschaften der UdSSR